# Fotolampe
Fotolampen, auch bekannt unter der Markenbezeichnung Nitraphot, sind spezielle Glühlampen für die Fotografie im Studio.

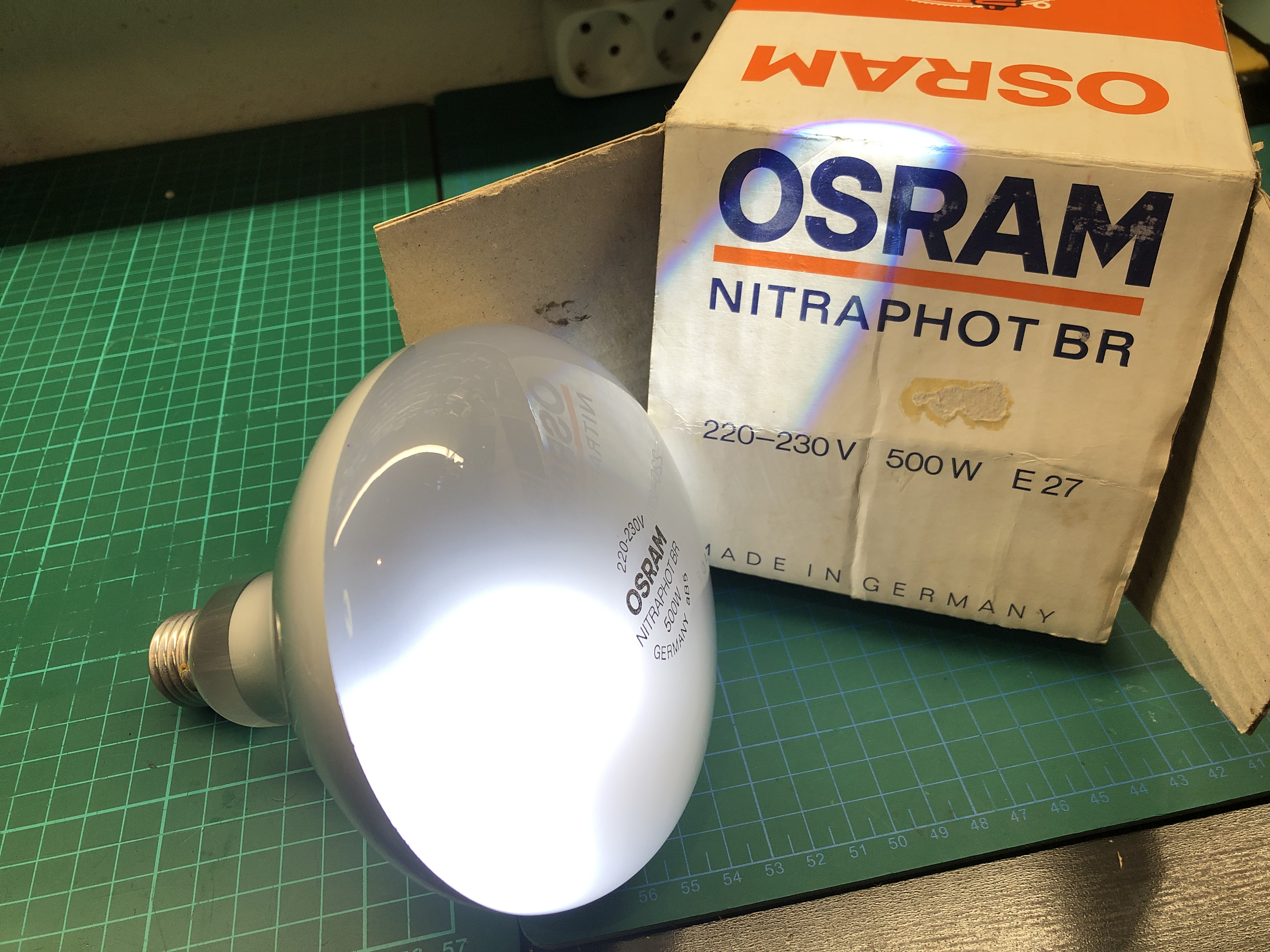
Nitraphot Fotolampe 500 Watt

Gegenüber normalen Glühlampen weisen Fotolampen eine erheblich höhere Lichtausbeute und eine definierte Farbtemperatur auf. Üblich sind Fotolampen Typ B mit ca. 3100 bis 3200 Kelvin und Typ A (auch S) mit ca. 3400 Kelvin Farbtemperatur. Fotolampen gibt es in ähnlicher Bauform wie normale Glühlampen zur Verwendung mit oder ohne separatem Reflektor oder als Reflektorlampe jeweils mit Leistungen zwischen 250 und 1000 W. Fotolampen erreichen bei gleicher elektrischer Leistung bis zum Doppelten der Lichtausbeute normaler Haushaltsglühlampen. Fotolampen werden mit Farbfilmen für Kunstlicht eingesetzt, Farbfilme für Tageslicht und unter Umständen auch Schwarzweißfilme erfordern den Einsatz von Farbkonversionsfiltern. Bei Digitalkameras sind Konversionsfilter normalerweise nicht nötig, da sie den Weißabgleich automatisch oder manuell einstellbar vornehmen.
Die speziellen Eigenschaften der Fotolampen werden dadurch erreicht, dass sie mit eigentlich zu hoher Betriebsspannung betrieben werden. Die Haltbarkeit solcher Lampen liegt daher nur bei etwa zehn (Typ A) bis etwa hundert Stunden (Typ B). Besonders gegen Ende der Lebensdauer büßen Fotolampen an Lichtausbeute und Farbqualität ein, so dass sie bei farbkritischen Motiven oft schon geraume Zeit vor dem Ableben ausgetauscht werden müssen.
Fotolampen werden heute kaum noch verwendet, entsprechend eingeschränkt ist die Verfügbarkeit solcher Lampen im Handel. Zum einen haben moderne Halogenlampen für fotografische Zwecke eine während der ganzen Betriebsdauer konstante Farbtemperatur und halten auch wesentlich länger, zum anderen haben sich im professionellen Bereich schon lange Studioblitzgeräte durchgesetzt, da sie unter anderem auch erheblich weniger Wärme produzieren. Auch preiswerte Halogenlampen (Baustrahler mit Halogenstab) eignen sich trotz der für Kunstlichtfilm etwas zu niedrigen Farbtemperatur gut als Ersatz für Fotolampen.